# Vernee Watson-Johnson
Vernee Christell Watson ou Vernee Watson-Johnson  mais conhecida como Vernee Watson (nascida em 14 de Janeiro de 1954 em Trenton , Nova Jersey) é uma atriz estadunidense. Ela é mais conhecida por seus papéis como Vernajean Williams no Welcome Back, Kotter e de Viola "Vy" Smith em Um Maluco no Pedaço, interpretando a mãe do personagem Will Smith.

## Trabalhos
Ela fez aparições em várias séries como Punky Breawster, The Love Boat, Hill Street Blues, House MD,Married... with Children, L.A. Law, Suddenly Susan, Dharma & Greg, ER, Days of our Lives, Malcolm in the Middle, CSI: Crime Scene Investigation, Desperate Housewives, Ghost Whisperer, Benson, The Big Bang Theory, Good Times, Dexter, Two and a Half Men, Southland, Criminal Minds, A.N.T. Farm, Jessie, Young Sheldon.
Em 2005, Watson-Johnson foi testemunha no caso de Michael Jackson pelo suposto abuso sexual de crianças.

## Ligações Externas
- Vernee Watson-Johnson. no IMDb.